# Варлаам (Пушкин)
Архиепископ Варлаам (Пушкин) — епископ Русской православной церкви, архиепископ Сарайский (Сарский) и Подонский.

## Биография
С января 1583 года он упоминается епископом Сарским (Крутицким). Поставлен во епископа митрополитом Дионисием, являлся его викарием, несомненно, был близок к нему.
По-видимому, участвовал в отпевании скончавшегося в марте 1584 года царя Иоанна IV Грозного.
20 июля 1584 года подписал вместе с Собором духовенства грамоту об отмене тарханов (налоговых льгот) с церковных недвижимых имуществ «для великих нужд и тощеты воинским людем».
Период его архипастырского служения совпал со временем усиления влияния Бориса Годунова на царя Фёодора Иоанновича. Архиепископ Варлаам вместе с митрополитом Дионисием начал говорить царю Фёдору Иоанновичу о многих неправдах Годунова. После выступления и митрополит Дионисий, и архиепископ Варлаам в октябре 1586 года были удалены с кафедр. Московским митрополитом вскоре был поставлен Иов, а Крутицкую кафедру занял Геласий, по-видимому принадлежавший к окружению нового митрополита.
Епископ Варлаам заточён в Новгородский Антониев монастырь, где и скончался, но год кончины его неизвестен.